# Рахмоналиев, Умарали
Умарали Муаммадали оглы Рахмоналиев (узб. Умарали Муаммадали ўғли Рахмоналиев; род. 18 августа 2003, Наманган) — узбекский футболист, полузащитник российского клуба «Рубин». Выступает на правах аренды в клубе «Сабах»

## Карьера

### «Бунёдкор»
Воспитанник футбольной академии узбекского клуба «Бунёдкор». В 2020 году футболист стал выступать за юношеские и молодёжную команду клуба. Также футболист в 2020 году сыграл матч за вторую команду клуба в рамках Первой лиги. В начале сезона 2021 года футболист продолжал выступать за молодёжную команду клуба. В августе 2021 года футболист стал тренироваться с основной командой клуба. Дебютировал за клуб футболист 13 августа 2021 года в матче против бекабадского «Металлурга», выйдя на замену на 88 минуте. Дебютным забитым голом за клуб футболист отличился 22 октября 2021 года в матче против клуба «Турон». По итогу дебютного сезона футболист вместе с клубом завершил чемпионат на итоговом пятом месте. На протяжении сезона футболист выступал за клуб в роли игрока замены, отличившись своим единственным забитым голом.
В начале 2022 года футболист полноценно начал готовился к новому сезону с основной командой клуба. Первый матч в новом сезоне футболист сыграл 3 марта 2022 года против клуба «Согдиана», выйдя на поле в стартовом составе. Первым забитым голом в сезоне футболист отличился 31 марта 2022 года в матче против самаркандского «Динамо». В матче 29 июня 2022 года против ташкентского «Пахтакора» футболист отличился своим первым забитым дублем. В июле 2022 года появилась информация, что футболистом интересуется казанский «Рубин». В августе 2022 года российский клуб объявил о подписании контракта с футболистом, который провёдет остаток сезона в узбекском клубе, а затем на правах свободного агента перейдёт в «Рубин». По итогу сезона футболист вместе с клубом завершил чемпионат на итоговом восьмом месте. На протяжении сезона футболист выступал за клуб в роли одного из ключевых игроков, отличившись 7 забитыми голами и результативной передачей во всех турнирах.

### «Рубин»

#### Сезон 2022/23
В ноябре 2022 года казанский «Рубин» официально объявил о переходе футболиста, контракт с которым был подписан до июня 2026 года. Сам же контракт футболиста с российским клубом начал действовать лишь с 1 января 2023 года, по истечении контракта с узбекским «Бунёдкором». Дебютировал за клуб 25 марта 2023 года в матче против владикавказской «Алании», выйдя на поле в стартовом составе. Первым результативным действием за клуб отличился 29 апреля 2023 года в матче против клуба «СКА-Хабаровск», отдав голевую передачу.  Вместе с клубом досрочно смог вернуться в российскую Премьер-Лигу, лидируя в турнирной таблице. По итогу сезона вместе с клубом стал победителем чемпионата. На протяжении сезона провёл за клуб всего лишь несколько матчей, отличившись своей единственной голевой передачей.

#### Сезон 2023/24
Новый сезон начал с дебютного матча в российской Премьер-лиге 22 июля 2023 года против московского «Локомотива», выйдя на поле в стартовом составе. Начинал сезон в стартовом составе казанского клуба, однако в скором времени стал оставаться на скамейке запасных. В декабре 2023 года появилась информация, что «Рубин» готов отдать футболиста в аренду для получения регулярной игровой практики. В январе 2024 года появилась информация, что игроком интересуется ташкентский «Олимпик». Однако в зимнее трансферное окно так никуда и не ушёл. По итогу сезона вместе с клубом завершил чемпионат на итоговом восьмом месте в турнирной таблице. На протяжении сезона выступал за клуб преимущественно как игрок замены, большую часть матей проведя на скамейке запасных, результативными действиями не отличившись.

#### Сезон 2024/25
Первый матч в новом сезоне сыграл 14 августа 2024 года в матче Кубка России против петербургского «Зенита», выйдя на поле в стартовом составе. Своим первым результативным действием за клуб  отличился 27 августа 2024 года в матче Кубка России против воронежского «Факела», отдав голевую передачу. Первый матч в чемпионате сыграл 31 августа 2024 года против московского «Спартака», выйдя на поле в стартовом составе. Однако узбекский футболист продолжал всю первую половину сезона проводить преимущественно на скамейке запасных, регулярно принимая участие лишь в матчах Кубка России. В декабре 2024 сообщалось, что футболист входит в чисто тех игроков, с которыми казанский «Рубин» хочет расстаться. Также в скором времени футбольный агент игрока сообщил о том, что тот в скором времени покинет российский клуб, перейдя в другой клуб либо на правах арендного соглашения, либо это будет полноценный трансфер.

#### Аренда в «Сабах»
В начале января 2025 года сообщалось, что российская «Уфа» заинтересована в футболисте. В конце января 2025 года на правах арендного соглашения присоединился к азербайджанскому «Сабаху», которое рассчитано до конца года. Дебютировал за клуб 31 января 2025 года в матче против клуба «Кяпаз», выйдя на поле в стартовом составе. Первым результативным действием за клуб отличился 9 февраля 2025 года в матче против товузского «Турана», отдав голевую передачу. В четвертьфинальном матче Кубка Азербайджана 27 февраля 2025 года против «Сумгаита» отличился дублем из голевых передач. Дебютными забитыми голами за клуб отличился 29 марта 2025 года в матче против «Сумгаита», оформив дубль. По итогу сезона вместе с клубом завершил чемпионат на итоговом пятом месте. Вместе с клубом стал обладателем Кубка Азербайджана, где в финале 31 мая 2025 года победили «Карабах». На протяжении сезона выступал за клуб в роли одного из ключевых игроков, отличившись 2 забитыми голами и 5 результативными передачами во всех турнирах.
В июле 2025 года вместе с клубом отправился на квалификационные матчи Лиги Европы УЕФА, где по сумме встреч уступили словенскому «Целе», отправившись в квалификации Лиги конференций УЕФА. По итогу третьего квалификационного раунда Лиги конференций УЕФА бакинский клуб уступил болгарскому «Левски», завершив выступление на еврокубковом турнире.

## Карьера в сборной
В сентябре 2022 года футболист отправился на сборы с молодёжной сборной Узбекистана до 20 лет. Дебютировал за юношескую сборную Узбекистана до 19 лет 8 сентября 2022 года в товарищеском матче против сборной Аргентины до 20 лет. За молодёжную сборную дебютировал 24 сентября 2022 года в товарищеском матче против Словакии. Дебютный гол за сборную забил в ответном товарищеском матче 27 сентября 2022 года против Словакии. 
В марте 2023 года футболист вместе с молодёжной сборной Узбекистана отправился на чемпионат Азии до 20 лет. Первый матч на турнире сыграл 1 марта 2023 года против сборной Сирии, где футболист появился на поле с капитанской повязкой. В следующем матче 4 марта 2023 года против Ирака отличился результативной передачей. Вместе со сборной занял первое место в группе и вышел в стадию плей-офф. В четвертьфинальном матче 11 марта 2023 года победил сборную Австралии в серии пенальти и вышел в полуфинал турнира. Также, победив австралийцев, футболист помог своей сборной завоевать путёвку на молодёжный чемпионат мира 2023 года. Стал финалистом турнира, обыграв 15 марта 2023 года в полуфинальном матче в серии пенальти сборную Южной Кореи. Стал победителем чемпионата Азии, победив в финале 18 марта 2023 года сборную Ирака, забив единственный и победный гол в матче.
В мае 2023 года вместе с молодёжной сборной отправился на молодёжный чемпионат мира. Первый матч на турнире сыграл 20 мая 2023 года против Аргентины, также отличившись результативной передачей. По итогу группового этапа вместе со сборной занял второе место в группе и вышел в стадию плей-офф. На стадии 1/8 финала турнира 30 мая 2023 года вместе со сборной уступил Израилю, однако сам футболист в матче не участвовал. За время турнира успел отличиться 2 результативными передачами.
В июне 2023 года футболист отправился в распоряжение молодёжной сборной Узбекистана до 23 лет. Дебютировал за сборную 11 июня 2023 года в товарищеском матче против Киргизии. В следующем матче 16 июня 2023 года против Китая футболист забил свой дебютный гол за сборную. В сентябре 2023 года футболист вместе со сборной отправился на квалификационные матчи молодёжного чемпионата Азии. В матче 9 сентября 2023 года в матче против сборной Гонконга отличился забитым голом и результативной передачей. В июле 2024 года футболист в составе олимпийской сборной Узбекистана принимал участие в летних Олимпийских играх.

## Достижения
Клубные
«Рубин»
- Победитель Первой лиги: 2022/23

«Сабах»
- Обладатель Кубка Азербайджана: 2024/25

Сборные
Узбекистан (до 20)
- Победитель Чемпионата Азии: 2023

Узбекистан (до 23)
- Серебряный призёр Чемпионата Азии: 2024